# Ізабель Ла-Роса
Ізабель ЛаРоса (народилася 18 вересня 2004 року) — кубинсько-американська співачка, авторка пісень і відеорежисерка з Аннаполіса, штат Меріленд. Вона підписала контракт з RCA Records у 2021 році та випустила свій дебютний мініальбом «I'm Watching You» у 2022 році. Вона стала відомою після випуску свого синглу 2022 року «I'm Yours», який став вірусним у соціальних мережах, зокрема TikTok.

## Раннє життя
ЛаРоса народилася в США, в Аннаполісі, в сім'ї кубинської матері та американського батька. Ізабель росла з музикою навколо неї змалку. З батьком вона відвідувала джазові клуби, де він грав на саксофоні, її брат грав на гітарі, а вона співала разом з ними. Ізабель почала писати пісні зі своїм братом Томасом ще в початковій школі, що призвело до створення творчого дуету. Томас та Ізабель пишуть музику разом, а Томас її продюсує.

## Кар'єра
8 вересня 2021 року Ізабель ЛаРоса випустила свій дебютний сингл «16 Candles». У 2021 році вона випустила наступні сингли «Closer» і «Gameboy». 26 січня 2022 року LaRosa випустила сингл «Therapy». Наступного місяця вона випустила сингл «Haunted», який став головним синглом з її дебютного мініальбому «I'm Watching You». Пісня була випущена разом з її першим музичним кліпом, який став першою частиною серії з трьох частин, які разом утворюють короткометражний фільм. Другий сингл мініальбому «Help» вийшов 15 квітня 2022 року. EP вийшов 24 червня 2022 року разом із короткометражним фільмом, сценаристкою і режисеркою якого була сама ЛаРоса.
Ще один сингл, «Heartbeat», був випущений 26 серпня 2022 року. ЛаРоса також написала три пісні з мініальбому колеги по лейблу Арі Абдула «Fallen Angel». 28 жовтня 2022 року ЛаРоса випустила сингл «I'm Yours», який став її проривною піснею після того, як став вірусним у TikTok. «I'm Yours» була випущена разом із «прискореною» версією пісні, а 11 листопада вийшов кліп. 13 вересня 2023 року вона випустила пісню «Older». 13 грудня було оголошено, що вона виступить на розіграші туру Несси Барретт Young Forever. 24 березня 2023 року ЛаРоса випустила свою другу розширену п'єсу «You Fear the God That Loves You». 29 березня 2024 року вона випустила сингл «favorite». 7 червня 2024 року вона випустила кліп на пісню «favorite».

## Артистизм
ЛаРоса дуже залучена до візуальних аспектів своєї кар'єри. Вона написала обробки та була співрежисеркою кожного візуального матеріалу для свого дебютного мініальбому «I'm Watching You». Музичне відео на пісню «I'm Yours» написала та поставила сама ЛаРоса. Її музику описують як альт-поп, дарк поп і електропоп.

## Дискографія

### Extended plays
| Title                           | Extended play details                                                                      |
| ------------------------------- | ------------------------------------------------------------------------------------------ |
| I'm Watching You                | - Released: June 24, 2022 - Label: RCA, Slumbo Labs - Format: Digital download, streaming  |
| You Fear the God That Loves You | - Released: March 24, 2023 - Label: RCA, Slumbo Labs - Format: Digital download, streaming |

### Singles
| Title                                                                             | Year | Peak chart positions   | Peak chart positions | Peak chart positions       | Peak chart positions | Peak chart positions | Peak chart positions | Peak chart positions | Peak chart positions | Peak chart positions | Peak chart positions | Certifications | Album |
| Title                                                                             | Year | US Bub.                | US Pop               | AUT                        | GER                  | LIT                  | NZ Hot               | SWE Heat.            | SWI                  | UK                   | WW                   | Certifications | Album |
| --------------------------------------------------------------------------------- | ---- | ---------------------- | -------------------- | -------------------------- | -------------------- | -------------------- | -------------------- | -------------------- | -------------------- | -------------------- | -------------------- | -------------- | ----- |
| «16 Candles»                                                                      | 2021 | — — — — — —            | —                    |                            | Сингли поза альбомом |                      |                      |                      |                      |                      |                      |                |       |
| «Closer»                                                                          | 2021 | — — — — — —            | —                    |                            | Сингли поза альбомом |                      |                      |                      |                      |                      |                      |                |       |
| «Gameboy»                                                                         | 2021 | — — — — — —            | —                    |                            | Сингли поза альбомом |                      |                      |                      |                      |                      |                      |                |       |
| «Therapy»                                                                         | 2022 | — — — — — —            | —                    |                            | Сингли поза альбомом |                      |                      |                      |                      |                      |                      |                |       |
| «Haunted»                                                                         | 2022 | — — — — — —            | —                    |                            | I'm Watching You     |                      |                      |                      |                      |                      |                      |                |       |
| «Help»                                                                            | 2022 | — — — — — —            | —                    |                            | I'm Watching You     |                      |                      |                      |                      |                      |                      |                |       |
| «Heaven»                                                                          | 2022 | — — — — — —            | —                    |                            | I'm Watching You     |                      |                      |                      |                      |                      |                      |                |       |
| «Heartbeat»                                                                       | 2022 | — — — — — —            | —                    |                            | В очікуванні         |                      |                      |                      |                      |                      |                      |                |       |
| «I'm Yours»                                                                       | 2022 | 22 — — — 88 19 10 — 84 | 133                  | - RIAA: Gold - BPI: Silver | В очікуванні         |                      |                      |                      |                      |                      |                      |                |       |
| «Older»                                                                           | 2023 | — — — 100 — 16 — — —   | —                    |                            | В очікуванні         |                      |                      |                      |                      |                      |                      |                |       |
| «Favorite»                                                                        | 2024 | — 26 58 81 — 19 — 83 — | 120                  |                            | В очікуванні         |                      |                      |                      |                      |                      |                      |                |       |
| «—» denotes a recording that did not chart or was not released in that territory. |      |                        |                      |                            |                      |                      |                      |                      |                      |                      |                      |                |       |